# My Friend the King
Pour plus de détails, voir Fiche technique et Distribution.
My Friend the King est un film britannique de Michael Powell, sorti en 1932.

## Synopsis
Un chauffeur de taxi londonien va faire échouer le complot de révolutionnaires ruritaniens qui voulaient kidnapper le jeune roi Ludwig.

## Fiche technique
- Titre original : My Friend the King
- Réalisation : Michael Powell
- Scénario : Joseph Jefferson Farjeon, Michael Powell
- Direction artistique : W.G. Saunders
- Photographie : Geoffrey Faithfull
- Montage : John Seabourne
- Production : Jerome Jackson
- Société de production : Film Engineering Company
- Société de distribution : Fox Film Company
- Pays d’origine :  Royaume-Uni
- Langue originale : anglais
- Format : noir et blanc — 35 mm — 1,20:1 — son Mono
- Genre : Comédie
- Durée : 47 minutes
- Dates de sortie : Royaume-Uni : 4 avril 1932

## Distribution
- Jerry Verno : Jim, le chauffeur de taxi
- Robert Holmes : Capitaine Felz
- Tracey Holmes : Comte Huelin
- Eric Pavitt : Roi Ludwig
- Phyllis Loring : Princesse Helma
- Luli Deste : Comtesse Zena
- H. Saxon-Snell : Karl
- Victor Fairley : Josef

## Autour du film
- Jerry Verno reprend ici le rôle du chauffeur de taxi cockney qu'il avait déjà tenu dans un autre "quota quickie" de Michael Powell : Two Crowded Hours (1931)
- Ce film est considéré comme perdu par le British Film Institute.
- C'est le troisième film de Powell.